# Austro-FIAT
Austro-FIAT était un constructeur autrichien de véhicules à moteur, créé en 1907 par l'italien Fiat pour la fabrication locale de voitures particulières et de camions par la volonté de la monarchie austro-hongroise.
Active jusqu'en 1921 sous la direction Fiat, cette société a remplacé son nom par Österreichische Automobil Fabrik AG, sous la forme abrégée ÖAF, avec conservation de la marque déposée précédente

## Histoire de Austro-FIAT

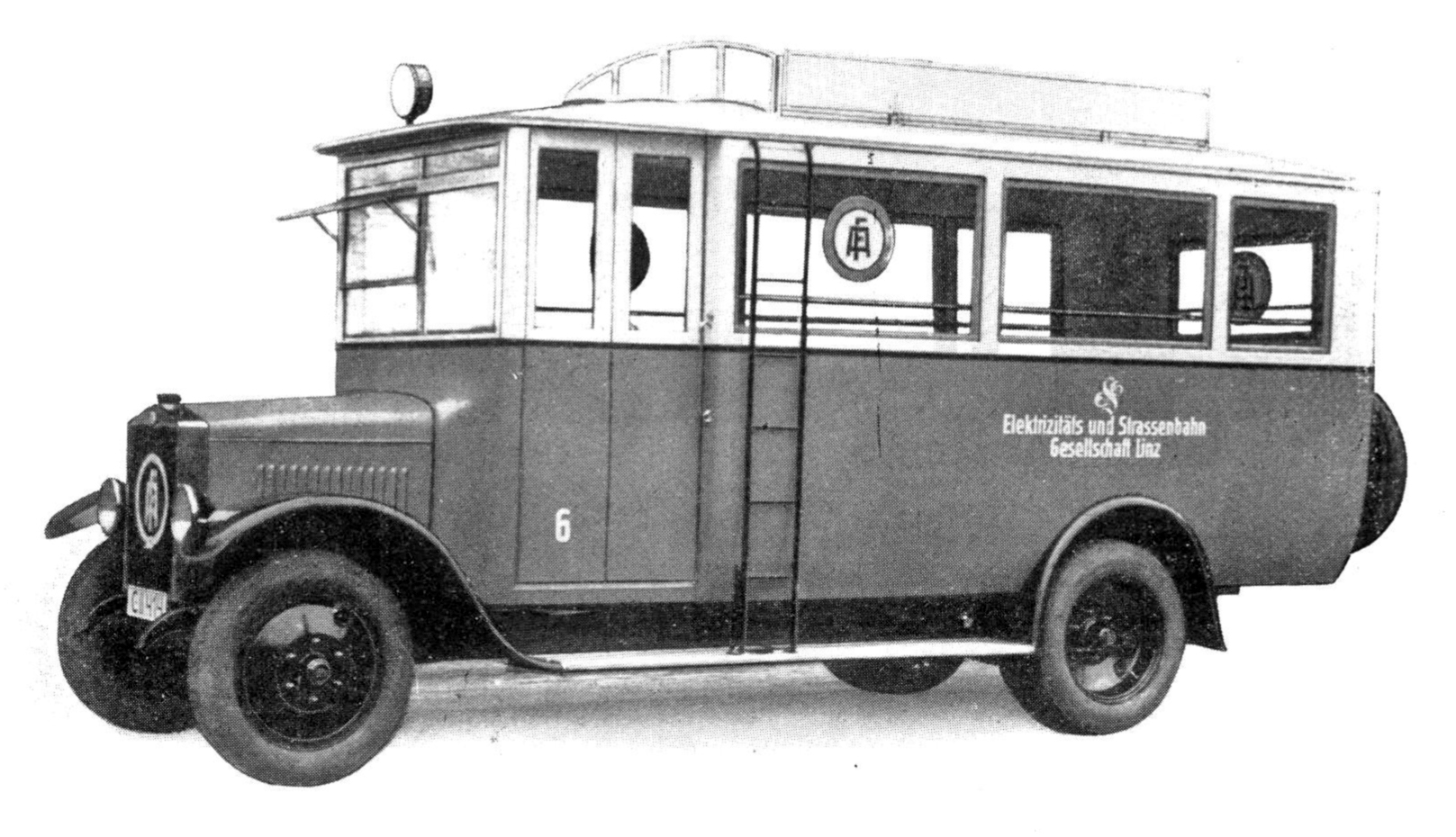
Austro Fiat AFN de 1928. Véhicule de la compagnie d’électricité et de tramway Linz

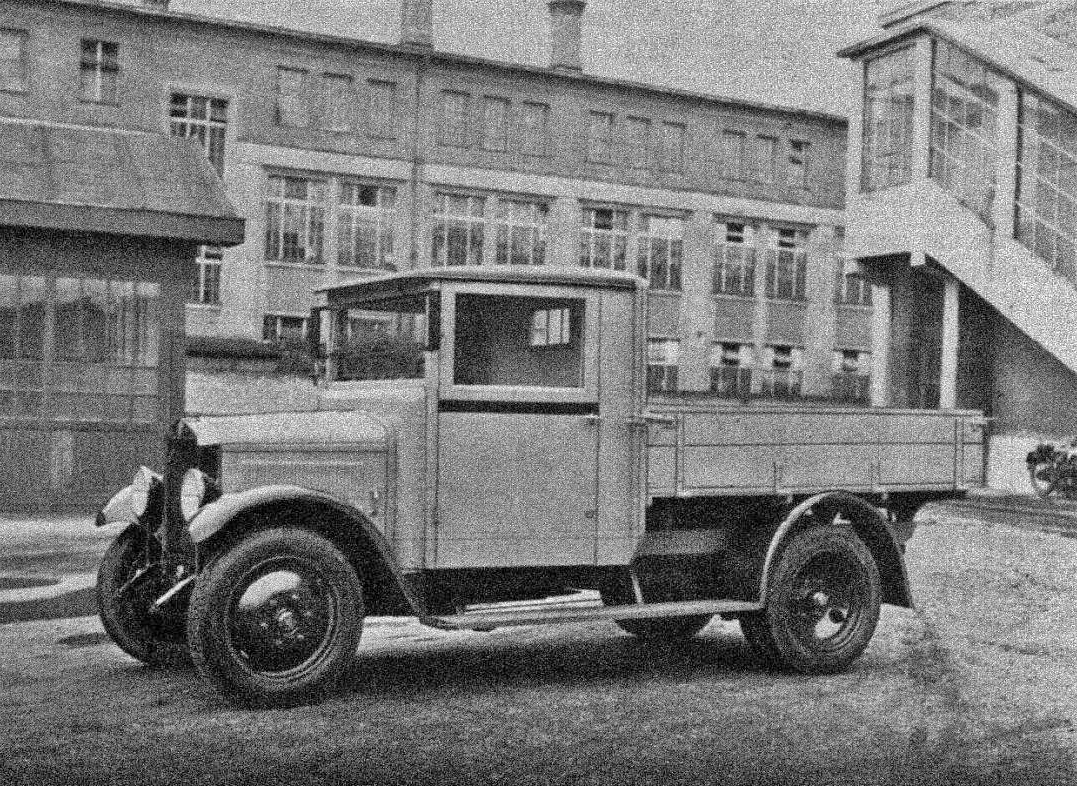
Austro Fiat AFL de 1932.

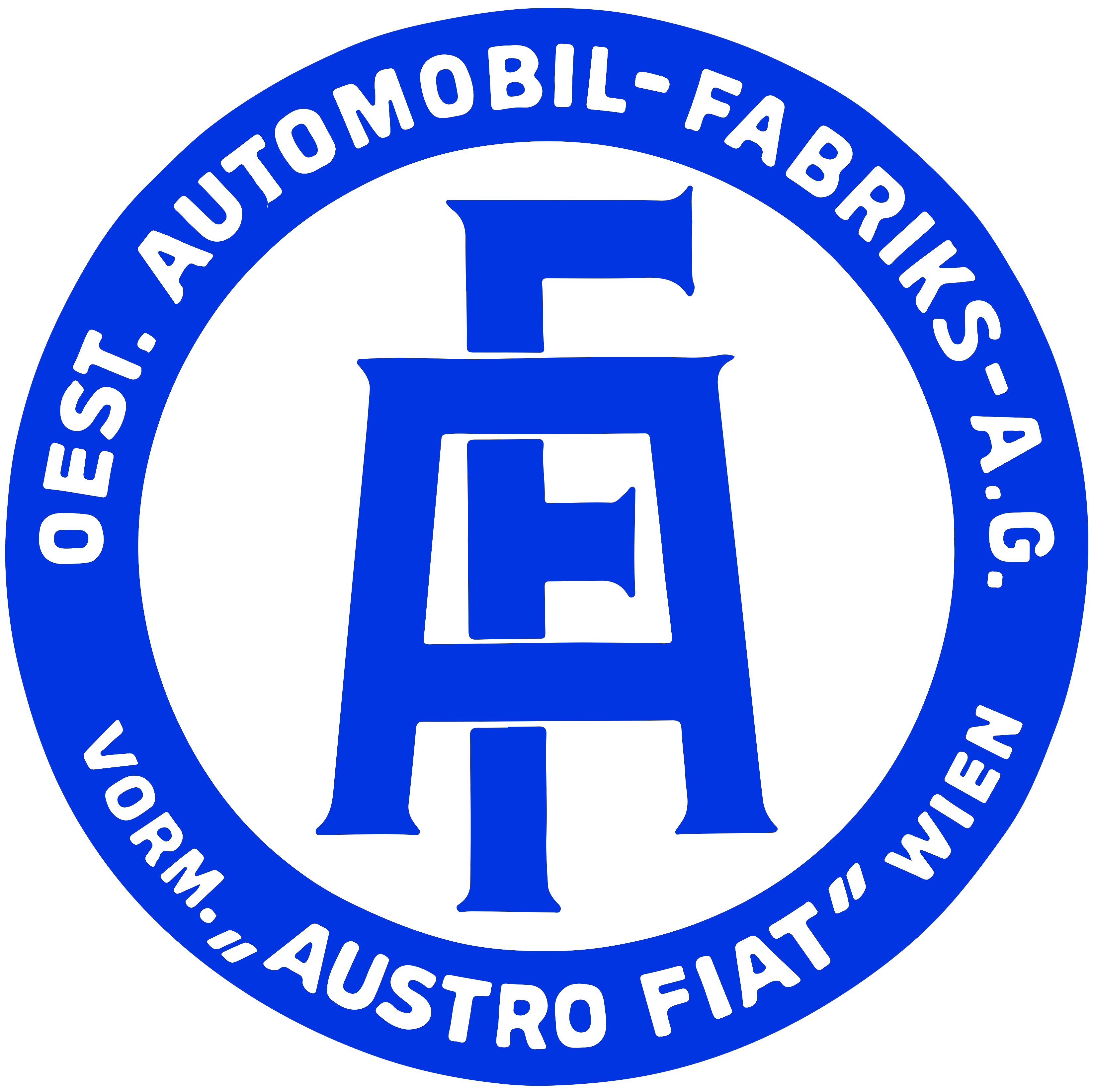
Logo de l’ÖAF, anciennement Austro-Fiat, utilisé à partir de 1920/1921.

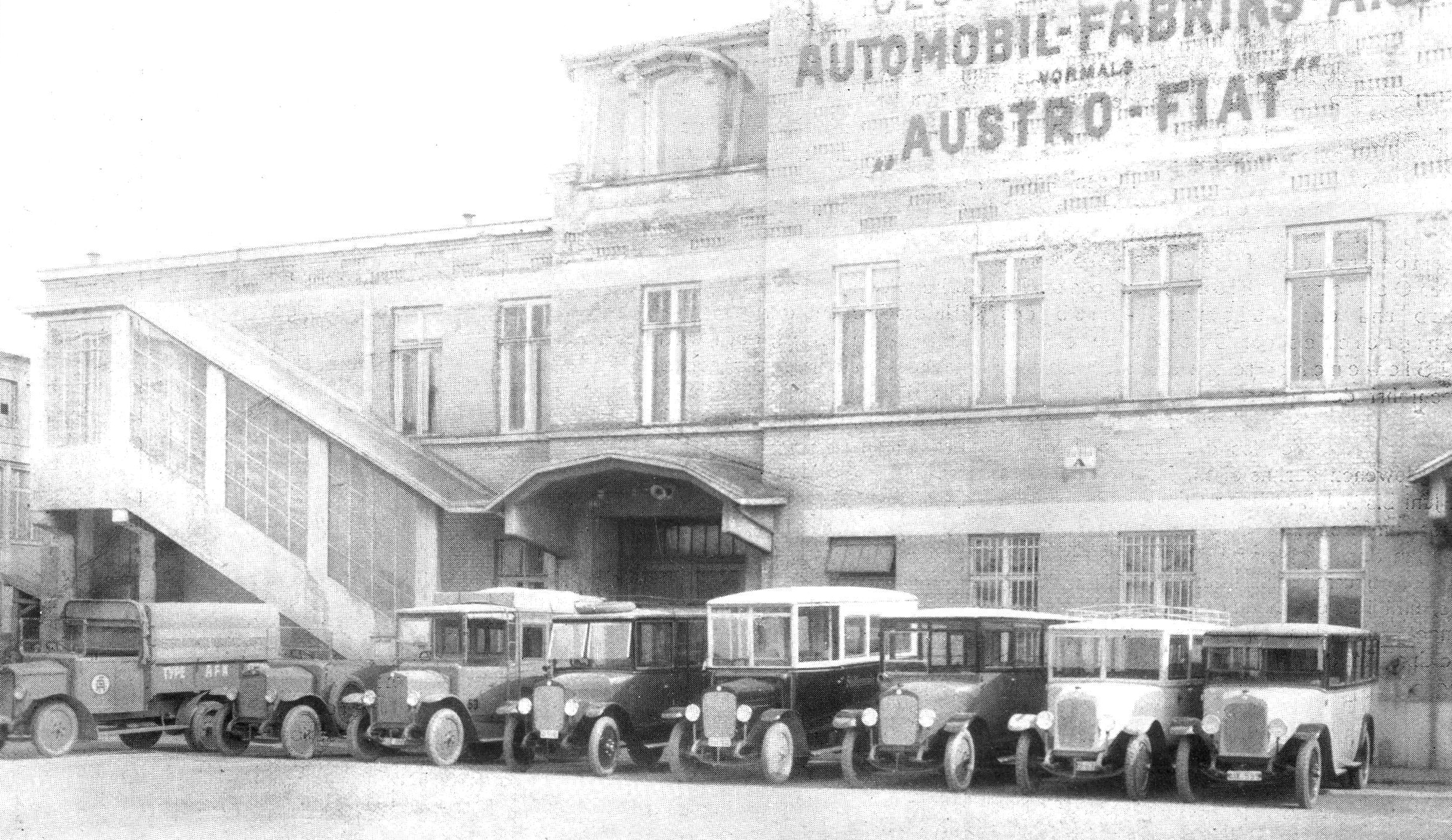
Bâtiment de l’usine de l’ÖAF avec plusieurs Austro-Fiat type AFN devant lui. Photographie d’avril 1926.

C'est en 1899 que F.I.A.T. est créée à Turin, en Italie.
À cette époque, dans chaque pays fleurissent de nouvelles entreprises de construction de véhicules à moteur. La concurrence est importante mais toutes ces entreprises travaillent de manière plus ou moins artisanale ne fabriquant que quelques modèles par an.
Chaque constructeur développe ses produits et le commerce entre Etats est très peu développé. Par contre, dès qu’un constructeur est informé que son concurrent dispose d’un bon véhicule, il recherche un accord pour le fabriquer sous licence, les taxes d'importation étant prohibitives. C’est ce qui se développe rapidement dans quasiment tous les pays d'Europe.
Le 17 juillet 1907, la filiale autrichienne de Fiat et de la Banque anglo-autrichienne est fondée sous le nom de « Fiat-Werke AG ». Fiat à Turin détenait la majorité relative des actions avec 36%, la Banque anglo-autrichienne était le deuxième actionnaire avec 15%. En outre, 23 autres actionnaires détenaient les 49 % restants des actions. L’accord de coopération a été conclu pour vingt ans. Dans l’usine de Vienne, les éléments préfabriqués fournis par Turin ont d’abord été assemblés. Avec le début de la Première Guerre mondiale, les liens avec Fiat Turin ont été rompus et le nom  Austro-Fiat  n’a été officiellement introduit qu’en 1916.
Après quelques années, en 1920, la raison sociale change et devient Österreichische Austro-Fiat, soit ÖAF. Plus tard, la dénomination sociale deviendra même Osterreichische Automobil-fabrik. Toutes les productions portaient la marque Austro-FIAT sous la forme abrégée A-F.
Des machines spéciales, une charrue à moteur, des moteurs diesel et à essence pour les chemins de fer et les navires, un camion de quatre tonnes et des bus montés sur des châssis de camion ont été produits. Dans le cas des voitures particulières, seuls deux types différents ont été produits. En 1920, la société A. Weiser & Sohn, qui fabriquait des carrosseries pour voitures et camions, est rachetée. À la fin de l’année 1920, Camillo Castiglioni avait repris environ 53 % des actions de Fiat Turin et avait ainsi obtenu la majorité absolue. Une augmentation de capital de 3 millions à 4,5 millions de couronnes a été décidée pour financer le nouvel ÖAF. La nouvelle société devait produire des voitures d’Austro-Daimler, des camions de Fiat et des deux-roues de Puch.
À partir de 1924, le grand modèle à succès de l’usine automobile autrichienne, un camion avec la désignation de type « AFN », a été produit, qui a dominé le marché intérieur des véhicules utilitaires. Il y avait aussi une variante omnibus de ce modèle et les forces armées autrichiennes ont commandé tellement de véhicules en 1928 que trois régiments ont pu créer leurs propres « compagnies AFN ». En 1927, la 1 000e voiture de type « AFN » a été construite. En avril 1928, plus de 1500 pièces. En 1929, le 2 500e anniversaire a été célébré. En 1930, le 3000e a été produit. Pour la première fois dans l’histoire de l’entreprise, les ventes ont diminué et seulement 701 véhicules ont été vendus en 1930. En 1929, un accord de licence a été signé avec J. Walter à Prague pour la construction de véhicules Austro-Fiat. Au cours de la première année, quelques centaines de véhicules ont été livrés. Un contrat similaire a été conclu avec l’usine hongroise de machines et de wagons de Raab. La production devait commencer en 1930 . Afin d’améliorer l’utilisation des capacités de l’usine, les moteurs d’avion ont commencé à être réparés en 1935. C’était une activité assez lucrative, car les forces armées autrichiennes ont commencé à se réarmer après un accord avec Mussolini. En 1930, 4044 véhicules AF étaient en service en Autriche. En 1931, 4812 Austro Fiat étaient immatriculées en Autriche . Les ventes de véhicules utilitaires en Autriche n’avaient pas encore repris en 1936 et l’ÖAF n’a vendu que 84 camions et 67 autobus. En 1933, la part de marché en Autriche était d’environ 30 % pour les autobus et les camions . La part de marché totale d’Austro-Fiat en 1933 était d’environ 42 %, contre 35 % l’année précédente. Le taux de renouvellement des camions n’est que de 3 %, ce qui équivaut à une espérance de vie de 33 ans. Pour les voitures particulières, le taux de renouvellement est de 12,5 %, ce qui correspond à une espérance de vie de 8 ans . En 1937, l’entreprise était le leader du marché avec une part de 36 % du nombre total de camions en Autriche.
Il s’agissait de 4 966 unités de 15 633 camions immatriculés.
Au fil des ans, l’influence de Fiat se réduit sensiblement. En 1930, la production de voitures particulières est abandonnée car Fiat s'est tourné vers Steyr-Puch pour constituer une filiale commune. En 1936, l’allemand MAN récupère la majorité des parts de Fiat dans ÖAF, jusqu'à ce que le constructeur italien n’en possède plus que 15 % pour l'obliger à ne pas bloquer les licences de fabrication et les livraisons des composants principaux des camions. En fait, ÖAF fut réquisitionné et "nationalisé sans indemnités" par Hitler avant de le faire racheter (donner) à MAN AG.
Après la guerre, en 1945, les deux Etats, Allemagne et Autriche, sont redevenus indépendants, mais les liens financiers entre MAN et ÖAF sont conservés. Comme l’Allemagne, l’Italie a été vaincue et ne peut exiger le juste retour des choses.
La fabrication des automobiles a commencé à Vienne en 1908, alors que l’effectif s’élevait à seulement 50 salariés. Un camion de 4 tonnes, analogue au modèle Fiat italien, a été construit en 1911.
Pendant la première guerre mondiale les relations d'affaires de la société avec Fiat se sont tendues et en 1921 Austro-FIAT a remplacé son nom par Osterreichische Automobil Fabrik, sous la forme abrégée ÖAF, avec la conservation de la marque déposée précédente. Le dernier modèle Fiat fut le camion TS de 1924, équipé d'un moteur Fiat d’une puissance de 45 HP.
L’ancienne filiale autrichienne de Fiat a commencé la production d’autres modèles en Autriche, ce qui a permis à la société de commencer le développement de sa propre production avec l'utilisation de mécaniques Fiat.

## Production Austro-FIAT
| Année          | 1907 | 1908 | 1909 | 1910 | 1911 | 1912 | 1913 | 1914 | 1915 | 1916 | 1917 | 1918 | total              |
| -------------- | ---- | ---- | ---- | ---- | ---- | ---- | ---- | ---- | ---- | ---- | ---- | ---- | ------------------ |
| II DR 15/38 HP | 0    | 0    | 0    | 0    | 0    | 0    | 0    | *    | *    | *    | *    | *    | 7                  |
| 20/24 HP       |      |      |      |      |      |      |      |      |      |      |      |      |                    |
| 24/28 HP       |      |      |      |      |      |      |      |      |      |      |      |      |                    |
| AFE Mixt       |      |      |      |      |      |      |      | *    | *    |      |      |      |                    |
| 2 TG           |      |      |      |      |      |      |      |      |      |      |      |      | au moins 35 pièces |
|                |      |      |      |      |      |      |      |      |      |      |      |      |                    |
|                |      |      |      |      |      |      |      |      |      |      |      |      |                    |
|                |      |      |      |      |      |      |      |      |      |      |      |      |                    |
| total          |      |      |      |      |      |      |      |      |      |      |      |      |                    |

| Année       | 1919 | 1920 | À partir de 1920/21 sous l’ÖAF | 1921 | 1922 | 1923 | 1924 | 1925 | 1926 | 1927         | 1928    | 1929         | total |
| ----------- | ---- | ---- | ------------------------------ | ---- | ---- | ---- | ---- | ---- | ---- | ------------ | ------- | ------------ | ----- |
| II DR 15/38 | *    | *    |                                | *    | *    | *    | *    | 0    | 0    | 0            | 0       | 0            |       |
| AF 1        | 0    | 0    |                                | 0    | *    | *    | *    | 0    | 0    | 0            | 0       | 0            |       |
| AF 10/40    |      |      |                                |      |      |      |      |      |      | *            |         |              |       |
| 1001 ,      | 0    | 0    |                                | 0    | 0    | 0    | 0    | 0    | 0    | 0            | *       | *            |       |
| AF 25       | 0    | 0    |                                | 0    | 0    | 0    | 0    | 0    | 0    | 0            | *       | *            |       |
| I C 9/24,   |      |      |                                | *    |      |      |      |      |      |              |         |              |       |
| AFN 36 ,    | 0    | 0    | 0                              | 0    | 0    | 0    | *    | *    | *    | [1000e](60%) | [1500e] | [2500e](75%) |       |
| AFN ITC     |      |      |                                |      |      |      |      |      |      | *            |         |              |       |
| AFN ITCR ,  |      |      |                                |      |      |      |      |      |      | *            |         |              |       |
| AF 2TM      |      |      |                                | *    |      |      |      |      |      |              |         |              |       |
| AFI 9/32    |      |      |                                |      |      | *    | *    | *    | *    |              |         |              |       |
| 3 TS ,      | 0    | 0    |                                | 0    | 0    | 0    | 0    | *    | *    | *            | *       | *            |       |
| 5 TNG       | 0    | 0    |                                | 0    | 0    | *    | *    | *    | 0    | 0            | 0       | 0            |       |
| O 25        |      |      |                                |      |      |      |      |      |      | *            | *       | *            |       |
| total       |      |      |                                |      |      |      |      |      |      |              | 900 ,   | 1000         |       |

| Année         | 1930         | 1931 | 1932 | 1933 | 1934   | 1935      | 1936 | 1937 | 1938 | 1939 | 1940 | 1941 | 1942 | total |
| ------------- | ------------ | ---- | ---- | ---- | ------ | --------- | ---- | ---- | ---- | ---- | ---- | ---- | ---- | ----- |
| AF 25         | *            | *    | *    | *    | *      | *         | *    | *    | 0    | 0    | 0    | 0    | 0    |       |
| 1001          | *            | *    | *    | *    | *      | *         | 0    | 0    | 0    | 0    | 0    | 0    | 0    |       |
| 1001K         | *            | *    | *    | *    | *      | *         | 0    | 0    | 0    | 0    | 0    | 0    | 0    |       |
| HRM 6         | 0            | 0    | 0    | 0    | 0      | 0         | *    | *    | *    | *    | 0    | 0    | 0    |       |
| SRM ,         | 0            | 0    | 0    | 0    | 0      | 0         | *    | *    | *    | *    | 0    | 0    | 0    |       |
| AF Super      | 0            | 0    | 0    | 0    | 0      | 0         | *    | *    | *    | 0    | 0    | 0    | 0    |       |
| AFR           | 0            | 0    | 0    | 0    | 0      | 0         | *    | *    |      |      |      |      |      |       |
| AF Junior     | 0            | 0    | 0    | *    | *      | *         | *    | *    | 0    | 0    | 0    | 0    | 0    |       |
| AFH           | 0            | 0    | 0    | 0    | 0      | *         |      |      |      |      |      |      |      |       |
| AFL           | 0            | 0    | *    | *    | *      | [1272e]   | *    | *    | *    | 0    | 0    | 0    | 0    | >1272 |
| AFLP 7/34     |              |      | *    |      |        |           |      |      |      |      |      |      |      |       |
| AFN ,         | [3000e](50%) | *    | *    | *    | *      | [3791e]   | *    | *    | *    | 0    | 0    | 0    | 0    | >3791 |
| AFNK          |              |      |      |      |        |           |      |      |      |      |      |      |      |       |
| AFNS          | 0            | 0    | 0    | *    | *      | *         | *    | *    | *    | 0    | 0    | 0    | 0    |       |
| O 25          | *            | *    | *    | *    | *      |           |      |      |      |      |      |      |      |       |
| total Camion  |              |      | 313, | 236  | 211    | 285       | 275  |      |      |      |      |      |      |       |
| total Voiture |              |      |      |      | (73*3) | 66 (93*3) | 112  |      |      |      |      |      |      |       |
| Exportation   |              |      |      |      | 132    |           | 10   |      |      |      |      |      |      |       |

## Fiat - Steyr
L'histoire de la coopération entre le seul constructeur autrichien devenu Steyr et l'italien Fiat reprend au lendemain de la Seconde Guerre mondiale, en 1948. Les modèles Fiat 1400, Fiat 600 y seront produits sous licence, puis viendra la Fiat 500 avec un moteur spécifique Steyr puis, en 1972, la Fiat 126 qui sera la dernière automobile fabriquée par Steyr. L'ouverture des frontières du Marché commun aura raison des droits de douane astronomiques qui justifiaient de maintenir en activité une petite usine pour ne produire que quelques milliers d'unités par an destinées uniquement à l'Autriche.

## Les modèles produits par Austro-Fiat
- 1914 - Austro-Fiat 2DR Typ 15/38 - automobile moteur Fiat 4 cylindres en ligne, 3817 cm3 - 46 HP à 1600 tr/min - 80 km/h,
- 1927 - Austro-Fiat NL - camion - moteur Fiat 4 cylindres en ligne, 2500 cm3 - 36 HP (26 kW)
- 1930 - Austro-Fiat AFN - camion et autobus - moteur Fiat 4 cylindres en ligne, 2200 cm3 - 40 HP (29 kW) - siège disposés le long des parois latérales.
- 1936 - Austro-Fiat AFL - camion - moteur Fiat 2200 cm3 40 HP (29 kW).

## Bertold Brecht et Steyr
Pour le poème « Singende Steyrwägen » de 1929
la compagnie Steyr a offert une voiture au dramaturge allemand Bertolt Brecht. En mai 1929, il a un accident avec sa voiture et se fait photographier avec le véhicule démoli. Sur la déclaration publiée de Brecht selon laquelle on pouvait survivre à un accident dans ces voitures sans dommage, il a obtenu un nouveau Steyr.